# 旭町 (苫小牧市)
旭町（あさひまち）は、北海道苫小牧市にある町名。
現行行政地名は旭町一丁目から旭町四丁目。住居表示実施済み。

## 地理
苫小牧市の中央部に位置し、東は末広町、西は栄町、南は汐見町、北は表町と接している。

## 歴史
1958年（昭和33年）10月3日設置。1972年（昭和47年）8月1日住居表示実施。

## 世帯数と人口
2025年（令和7年）7月末現在の世帯数と人口は以下の通りである。
| 町丁   | 世帯数 | 人口 |
| ------ | ------ | ---- |
| 一丁目 | 84     | 143  |
| 二丁目 | 248    | 338  |
| 三丁目 | 58     | 87   |
| 四丁目 | 42     | 73   |
| 計     | 432    | 641  |

## 小・中学校の学区
市立小・中学校に通う場合、学区は以下の通りとなる。
|      | 小学校                   | 中学校                   |
| ---- | ------------------------ | ------------------------ |
| 全域 | 苫小牧市立苫小牧東小学校 | 苫小牧市立苫小牧東中学校 |

## 交通

### 道路
- 国道36号線
- 国道235号

### バス
- 都市間バスは、札幌行きの北海道中央バス「高速とまこまい号」、道南バス「高速ハスカップ号」、が経由している。
- 郊外路線は、道南バスの新千歳空港行きや登別温泉、平取、静内行き[8]、あつまバスの厚真行きが経由している[9]。
- そのほか、フェリーターミナル行きをはじめ、市内路線を道南バスが運行している[10]。

## 施設

### 一丁目
- ツルハドラッグ苫小牧旭町店[11]
- コープさっぽろ栄町店[12]
- 苫小牧市立苫小牧東小学校[13]
- 苫小牧市立苫小牧東中学校[14]

### 二丁目
- 苫小牧旭町郵便局[15]
- 札幌家庭裁判所苫小牧支部[16]
- 札幌地方裁判所苫小牧支部 苫小牧簡易裁判所[17]
- 胆振総合振興局 苫小牧道税事務所[18]
- 苫小牧市文化会館[19]
- 苫小牧市保健センター[20]
- 苫小牧市夜間・休日急病センター[21]
- 苫小牧市医師会館
  - 苫小牧市医師会[22]
  - 苫小牧歯科医師会[23]
  - 苫小牧薬剤師会[24]
  - とまこまい医療介護連携センター

### 三丁目
- 苫小牧市科学センター[25]
  - ミール展示館
- 苫小牧市民会館
- 苫小牧法務総合庁舎[26]
  - 札幌法務局苫小牧支局[27]
  - 札幌地方検察庁苫小牧支部[28]
  - 苫小牧区検察庁[28]
- ガッツレンタカー苫小牧店[29]
- コンフォートホテル苫小牧[30]
- 三星中央店[31]
- 苫小牧警察署
- 苫小牧地区交通安全協会[32]
- 苫小牧税務署[33]

### 四丁目
- 帝国データバンク 苫小牧支店[34]
- 沖医院[35]
- ノース･メディコ 旭町調剤薬局[36]
- ふじい薬局旭町店[37]
- 苫小牧市役所[38]
  - 苫小牧信用金庫 本店市役所出張所[39]
- 苫小牧市役所 第2庁舎[38]
- かつや 北海道苫小牧店[40]

## その他

### 日本郵便
- 郵便番号: 053-0018[2]（集配局：苫小牧郵便局[41]）。

### 警察
管轄する警察署、交番・派出所は以下の通りである。
| 丁目・字 | 警察署       | 交番・派出所 |
| -------- | ------------ | ------------ |
| 全域     | 苫小牧警察署 | 駅前交番     |